# Linia kolejowa Angermünde – Bad Freienwalde
Linia kolejowa Angermünde – Bad Freienwalde – niezachowana jednotorowa, niezelektryfikowana linia kolejowa w Niemczech w północno-wschodniej części Brandenburgii. 
Linia została otwarta w 1877 przez Berlin-Stettiner Eisenbahn-Gesellschaft (BStE, Berlińsko-Szczecińskie Towarzystwo Kolejowe). Została zaprojektowana jako część ciągłego połączenia z górnośląskiego obszaru górniczego do portów Morza Bałtyckiego w Szczecinie i Świnoujściu, ale nigdy nie wykraczała poza lokalne znaczenie. Linia była eksploatowana w ruchu pasażerskim i towarowym do 1995. Po ostatecznym zamknięciu 30 listopada 1997 tory zostały zdemontowane do 2009.
Budynek recepcji i inne obiekty na stacji kolejowej Oderberg-Bralitz, a także dwa mosty nad Alte Oder na południe od Oderbergu i na północ od Bad Freienwalde są objęte ochroną zabytków.